# Blood in My Eyes
Singles de Sum 41
Baby, You Don't Wanna Know
(15 juin 2011)
Pistes de Screaming Bloody Murder
Crash
(10) Baby, You Don't Wanna Know
(12)
Blood in My Eyes est une chanson du groupe Sum 41.

## Accueil
Ce titre a reçu beaucoup de retours positifs de la part des critiques.

## Nominations
- Meilleur Hard Rock/Metal Performance aux Grammy Awards en 2012